# Гусак, Владимир Корнеевич
Владимир Корнеевич Гусак (31 мая 1939, Москва — 21 октября 2002, Донецк) — советский и украинский медик, член-корреспондент Академии медицинских наук Украины, доктор медицинских наук (1981), профессор (1984).

## Биография
В 1962 окончил Черновицкий медицинский институт, начал работать ординатором-хирургом Выжницкой районной больницы Черновицкой области.
В 1963 стал ординатором-хирургом Донецкой областной клинической больницы им. Калинина. С 1966 — ассистент кафедры хирургии стоматологического факультета Донецкого медицинского института. С 1973 — доцент, с 1983 — профессор кафедры общей хирургии; с 1984 — заведующий кафедрой госпитальной хирургии имени Владимира Богославского.
С 1991 — генеральный директор Донецкого областного лечебно-клинического объединения (бывшая Областная центральная клиническая больница). В 1999 создал Институт неотложной и восстановительной хирургии АМН Украины, был его первым директором. За время его недолгого руководства институтом создано отделение неотложной кардиологии, отделение рентгенваскулярных исследований, онкогематологический центр. По его настоянию был переоснащён ожоговый центр, организована научная лаборатория по выращиванию культуры клеток кожи, создана клиническая иммунологическая лаборатория.
Лично выполнил около 5 тысяч операций. Первым в Донбассе освоил и внедрил реплантации конечностей, операции на открытом сердце, проводящей системе сердца.

### Научная деятельность
Автор более 400 научных работ, 2 монографий, 20 изобретений. Подготовил 3 докторов и 20 кандидатов медицинских наук.

## Награды и признание
- Орден М. Грушевского «За развитие Украины»
- Государственная премия Украины в области науки и техники (2002)
- Заслуженный деятель науки и техники Украины
- «Отличник здравоохранения»
- «За отличные успехи в Высшей школе»
- Орден «За заслуги перед Отечеством» III степени
- Знак «Шахтерская слава» I—III ступеней[1]
- действительный член Нью-Йоркской академии наук.

## Память
В честь Владимира Корнеевича назван Институт неотложной и восстановительной хирургии имени В. К. Гусака, основанный и возглавлявшийся им в 1999—2002 годах.
Похоронен на кладбище Донецкое море.